# موسيقى كلاسيكية في القرن العشرين

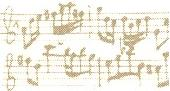

يصف مصطلح الموسيقا الكلاسيكية في القرن العشرين (بالإنجليزية: 20th century classical music)‏ كل الموسيقا الفنية التي أُلفت شكليًا بين العامين 1901 و 2000. تباين الأسلوب الموسيقي في القرن العشرين كما لم يحدث قبلًا. بالنتيجة، لم يكن لهذا القرن أسلوب مهيمن. يمكن تتبع الحداثة والانطباعية وما بعد الرومانسية إلى العقود التي سبقت نهاية القرن، ولكن يمكن إدراجها ضمنه لأنها تطورت فوق الحدود الموسيقية لأنماط القرن التاسع عشر التي كانت جزءًا من فترة الممارسة الشائعة السابقة. جاءت الكلاسيكية الجديدة والتعبيرية في الغالب بعد عام 1900. بدأت التقليلية في وقت لاحق جدًا من هذا القرن ويمكن اعتبارها تغييرًا من عصر الحداثة إلى عصر ما بعد الحداثة، على الرغم من أن البعض يرجعون تاريخ ما بعد الحداثوية مبكرًا إلى عام 1930 تقريبًا. طُورت موسيقا الصدفة، واللامقامية، والتسلسلية، والموسيقى الملموسة، والموسيقى الإلكترونية، والموسيقا الدلالية خلال هذا القرن. أصبحت موسيقى الجاز والموسيقى الشعبية العرقية مؤثرات هامة على العديد من الملحنين خلال هذا القرن.

## تاريخها
في نهاية القرن، كانت الموسيقا رومانسية متأخرة على نحو مميز من ناحية الأسلوب. كان ملحنون مثل غوستاف ماهلر وريتشارد شتراوس وجان سيبيليوس في سعيٍ إلى توسيع حدود الكتابة السيمفونية ما بعد الرومانسية. في الوقت نفسه، كانت الحركة الانطباعية، بقيادة كلود ديبوسي، قيد التطوير في فرنسا. في الواقع ، أبغض ديبوسي مصطلح «الانطباعية»: «إنني أحاول أن أفعل شيئًا مختلفًا، على نحو ما يشبه الواقع السائد، ما يدعوه البلهاء بـ «الانطباعية» هو مصطلح يُستخدم أردأ الاستخدام، خاصة من قبل نقاد الفن» (بوليتوسك ومارتن 1988، 419). تستكشف موسيقا موريس رافيل، التي غالبًا ما توسم بالانطباعية أيضًا، الموسيقا في عديد من الأساليب التي لا تكون مرتبطة بها دائمًا (انظر المناقشة حول الكلاسيكية الجديدة أدناه).
تفاعل العديد من الملحنين مع أنماط ما بعد الرومانسية والانطباعية وساروا في اتجاهات مختلفة تمامًا. كانت أكثر اللحظات أهمية في تحديد مسار الموسيقا عبر القرن هي الانطلاقة واسعة الانتشار للنغمية التقليدية، والتي تأثرت بطرق شتى بملحنين مختلفين في العقد الأول من القرن. نشأ من هذا «تعدد لغوي» لم يسبق له مثيل من الأساليب والتقنيات والتعبير (مورغان 1984، 458). في فيينا، طور أرنولد شونبيرج اللامقامية، من التعبيرية التي بزغت في القسم الأول من القرن العشرين. طور بعد ذلك تقنية الاثنتي عشر نغمة والتي تابع تطويرها تلاميذه ألبان بيرج وأنتون ويبرن؛ لاحقًا، أمعن الملحنون اللاحقون في تطويرها (من بينهم بيير بوليز) (روس 2008، 96 - 194 و 46 - 363). استكشف سترافينسكي (في أعماله الأخيرة) تقنية ذات اثني عشر نغمة، أيضًا، كما فعل العديد من الملحنين الآخرين؛ في الواقع، حتى سكوت برادلي استخدم هذه التقنية في علاماته التي كتبها من أجل كرتون توم وجيري (روس 2008، 296).
بعد الحرب العالمية الأولى، بدأ العديد من الملحنين بالعودة إلى الماضي بحثًا عن الإلهام وكتبوا أعمالًا تستجلب عناصرًا (الشكل، الانسجام، اللحن، البنية) منه. وهكذا أصبح هذا النوع من الموسيقا موسومًا بالكلاسيكية الجديدة. أنتج كل من إيجور سترافينسكي (بولتشينيلا) وسيرجي بروكوفييف (السمفونية الكلاسيكية) ورافيل (قبر كوبرين) ومانويل دي فالا (عرض دمى المعلم بيتر) وبول هينديميث (سيمفونية: ماثياس الرسام) أعمالًا كلاسيكية جديدة. طور الملحنون الإيطاليون مثل فرانشيسكو باليلا براتيلا ولويجي روسولو مستقبلية موسيقية. حاول هذا النمط غالبًا إعادة خلق الأصوات اليومية ووضعها في سياق «مستقبلي». تطورت من هنا «موسيقى الآلة» لجورج أنتيل (بدءاً من سوناتته الثانية، «الطائرة») وألكساندر موسولوف (أشهر أعماله صب الحديد). دُفع تخليق حصيلة لغوية موسيقية موسعة عبر اكتشاف كل النغمات الممكنة أكثر باستخدام النغمات الميكروية في أعمال تشارلز إيفس، وخوليان كاريلو، وألويس هابا، وجون فولدس، وإيفان ويشنيغاردسكي، وهنري بارتش وميلدرد كوبر من بين الكثير غيرهم. النغمات الميكروية هي هذه الأزمنة الأقصر من نصف نغمة؛ يمكن للأصوات البشرية والأوتار غير المتآكلة إنتاجها بسهولة عن طريق التنقل بين النوتات «العادية»، لكن الآلات الأخرى ستواجه صعوبة أكثر، لا يمكن للبيانو والأورغن انتاجها أبدًا، باستثناء في حالة إعادة ضبط و/أو إعادة بناء جوهرية.